# Нумана
Нумана (італ. Numana) — муніципалітет в Італії, у регіоні Марке,  провінція Анкона.
Нумана розташована на відстані близько 210 км на північний схід від Рима, 15 км на південний схід від Анкони.
Населення — 3713 осіб (2014).

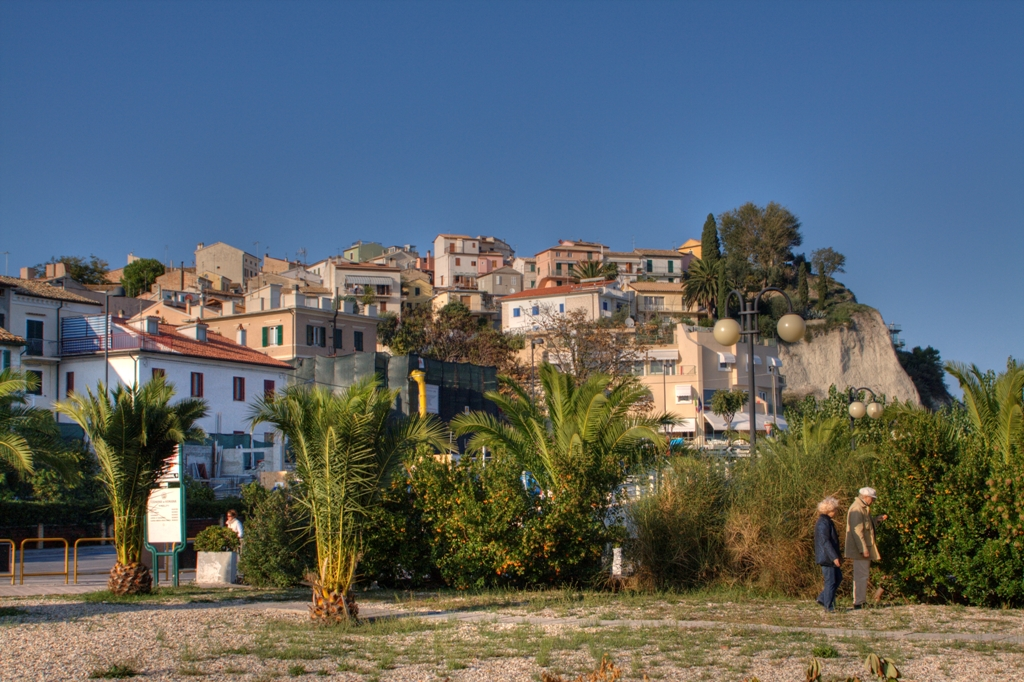

Щорічний фестиваль відбувається 3 травня. Покровитель — Cristo Re.

## Демографія
Населення за роками:

Станом на 1 січня 2023 року в муніципалітеті офіційно проживало 245 іноземців з 49 країн, серед них 72 громадяни країн Євросоюзу та 17 громадян України.

## Сусідні муніципалітети
- Кастельфідардо
- Лорето
- Порто-Реканаті
- Сіроло